# Ślesin (województwo kujawsko-pomorskie)
Ślesin – wieś w Polsce położona w województwie kujawsko-pomorskim, w powiecie nakielskim, w gminie Nakło nad Notecią.

## Podział administracyjny
W latach 1934–1954 i 1973–1976 miejscowość była siedzibą gminy Ślesin. W latach 1975–1998 miejscowość położona była w województwie bydgoskim.

## Demografia
Według Narodowego Spisu Powszechnego (III 2011 r.) liczyła 2254 mieszkańców. Jest drugą co do wielkości miejscowością gminy Nakło nad Notecią.

## Położenie
Wieś Ślesin (dawniej: Śleszyn, Slesis) oddalona od centrum Bydgoszczy o 22 km, położona jest na wysokości 85–100 m n.p.m., przy drodze, którą kiedyś nazywano Berlinką (bity trakt, łączący Bydgoszcz i Berlin). Aktualnie nie jest to jedyna droga łącząca wymienione miasta, niegdyś jednakże jej istnienie ułatwiało komunikację z wieloma ośrodkami państwa pruskiego i jego aglomeracją centralną. Duże znaczenie komunikacyjne Berlinki osłabło nieco w 2. połowie XIX stulecia. Wybudowana w tym czasie (lipiec 1851 r.) linia kolejowa Bydgoszcz-Piła oraz stacja w Ślesinie wpłynęła na znaczną zmianę w zakresie możliwości transportowych.
Ślesin graniczy z Minikowem (odległość: 2,7 km), Trzeciewnicą (4,5 km), Gumnowicami (3,6 km), Kazinem (2,1 km), Gabrielinem (2,4 km) oraz niejako pośrednio z Gorzeniem (4,5 km) i Samsiecznem (6,4 km).

## Historia
W Słowniku Geograficznym Królestwa Polskiego podano, że wieś od chwili powstania należała do rodu Nałęczów, a pierwszym znanym właścicielem był Sułko (1311 r.). Jako właścicieli kolejnych wymienia się: podczaszego bydgoskiego Deresława (1426 r.) i chorążego bydgoskiego Mikołaja (1452 r.). W roku 1489 Ślesin należał do Witosławskich, następnie przeszedł w ręce Mikołaja Mścigłówki, któremu w roku 1497 skonfiskowano majątek. Ślesin wraz z Sucharami i Samsiecznem przekazany został staroście nakielskiemu Pałuce Janowi Starszemu z Donaborza. W roku 1510 Jan i Bartłomiej Stefkowie ze Ślesina nabyli działy od kasztelana lądzkiego i Łukasza Górki. W roku 1652 podarował go wraz z Minikowem i Górzynem jezuitom. Tym ostatnim kilka lat później, w wyniku sekularyzacji zakonu, darowany majątek odebrano. Niedługo potem Ślesin przeszedł w ręce Potulickich.
W roku 1866, jak zaznaczono w archiwum parafialnym, panowała na obszarze dóbr ślesińskich cholera. Od 4 czerwca do 9 października zmarło na nią ogółem 90 parafian: ze Ślesina – 53, Kazina – 16, Ugody – 3, Samsieczna – 12, Potulic – 1, Smolar – 1, Minikowa – 2, Nidoli – 1, Gorzenia – 1.
Pomimo nieszczęścia, którego parafia doświadczyła, liczba jej mieszkańców ciągle wzrastała – pod koniec XIX wieku liczyła 1190 dusz. Historia parafii w pierwszych latach XX stulecia jest słabo zaznaczona w tekstach i dokumentach źródłowych. Fakt ten można usprawiedliwić chaosem związanym z wielką historią docierającą w opłotki, z polityką poprzedzającą wybuch pierwszej wojny światowej i samą wojną.
Pewnym świadectwem zaangażowania mieszkańców Ślesina w politykę i działania wojenne jest znaleziony w dokumentach parafialnych wiersz odnoszący się do roku 1918. Niestety nie wiadomo, kiedy powstał. Znany jest wprawdzie autor i czas, którego dotyczy (powstanie ślesińskie 1918 r.), lecz nie ma danych związanych z zapisem w archiwach ślesińskich (tekst autorski czy przepisany).
W roku 1960 powstała w Ślesinie kaplica pod wezwaniem św. Stanisława Kostki.
Z nowym rokiem szkolnym 1960/1961 władze państwowe zabroniły nauczania religii w szkołach. W okresie jesiennym prowadzono zajęcia w kościele, zimą ze względu na przenikliwy chłód było to niemożliwe. Ówczesny proboszcz ksiądz Szczepan Kowalski, szukając wyjścia z trudnej sytuacji, postanowił zrezygnować ze swojego pokoju gościnnego na plebanii i uczynić z niego kaplicę. 

## Ślesiński kościół

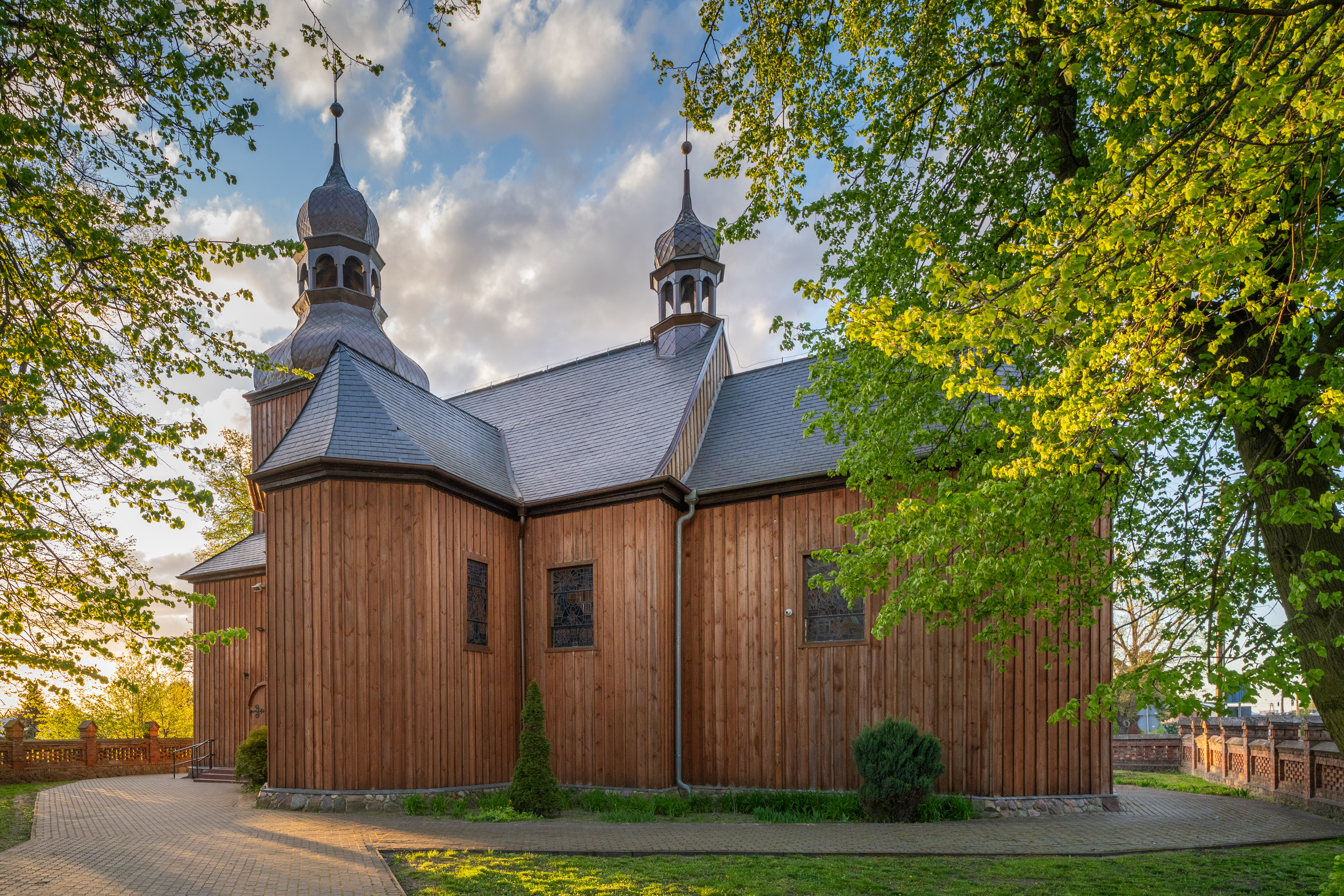
Kościół po renowacji

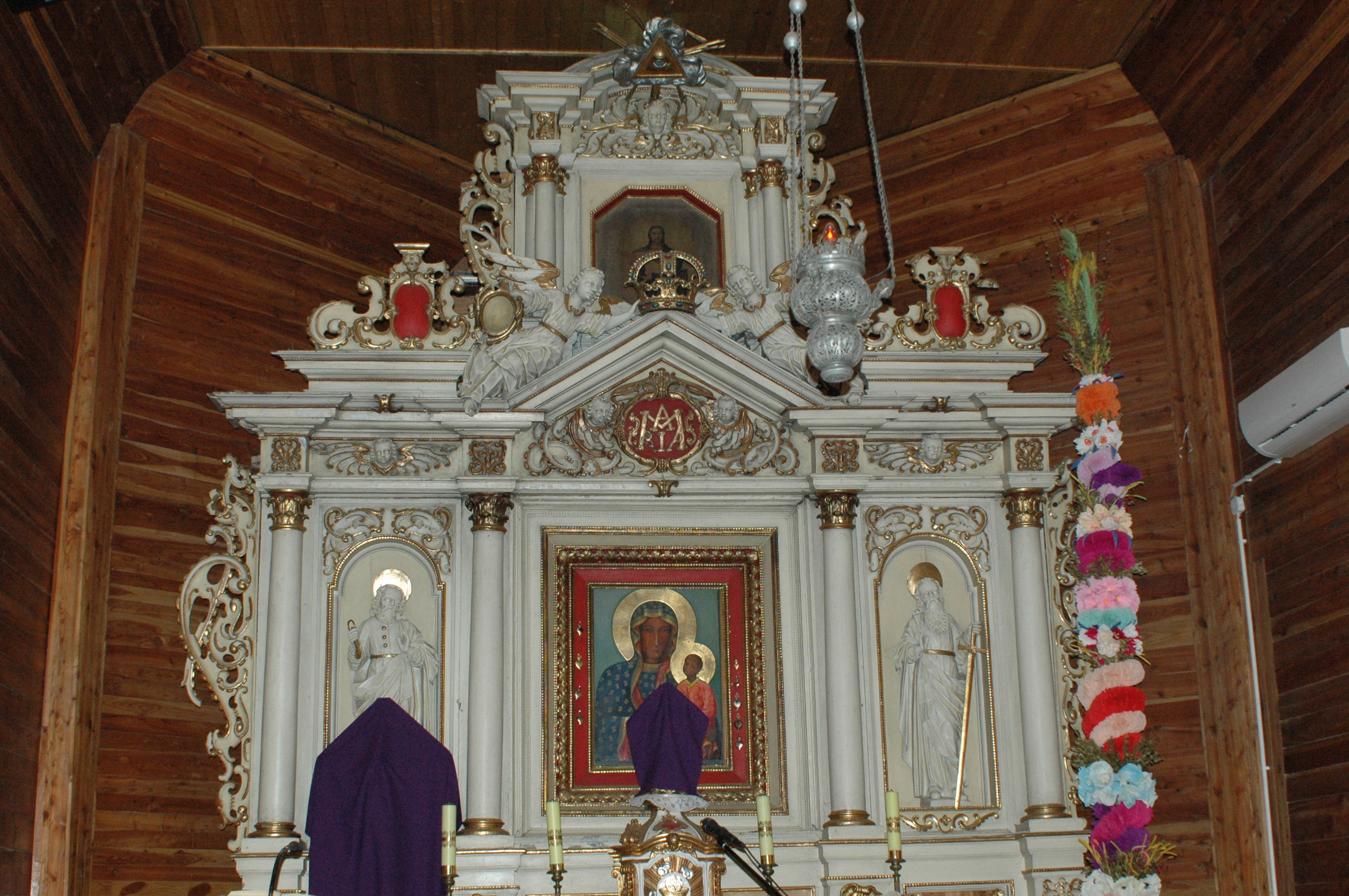
Ołtarz główny

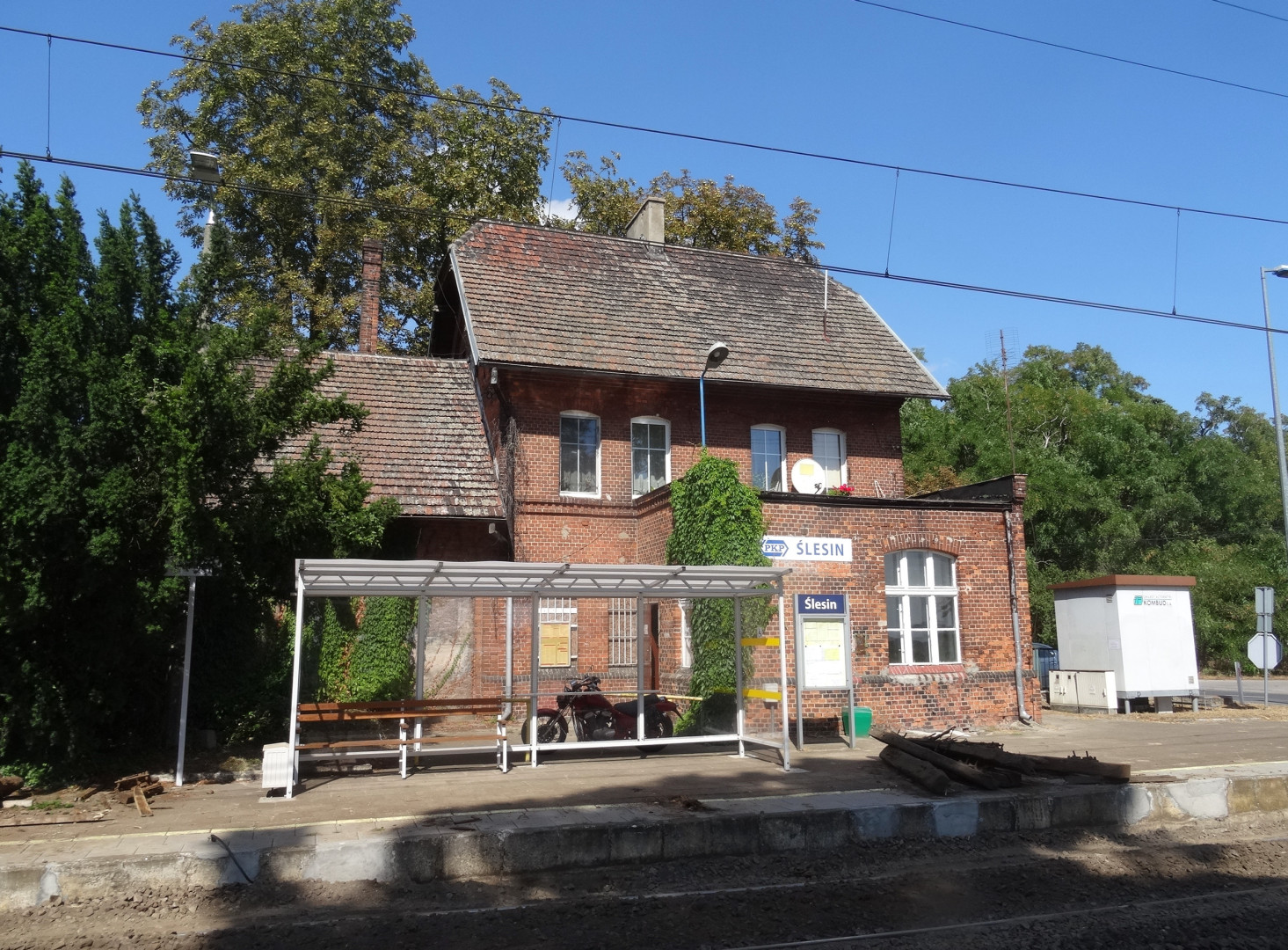
Stacja PKP Ślesin

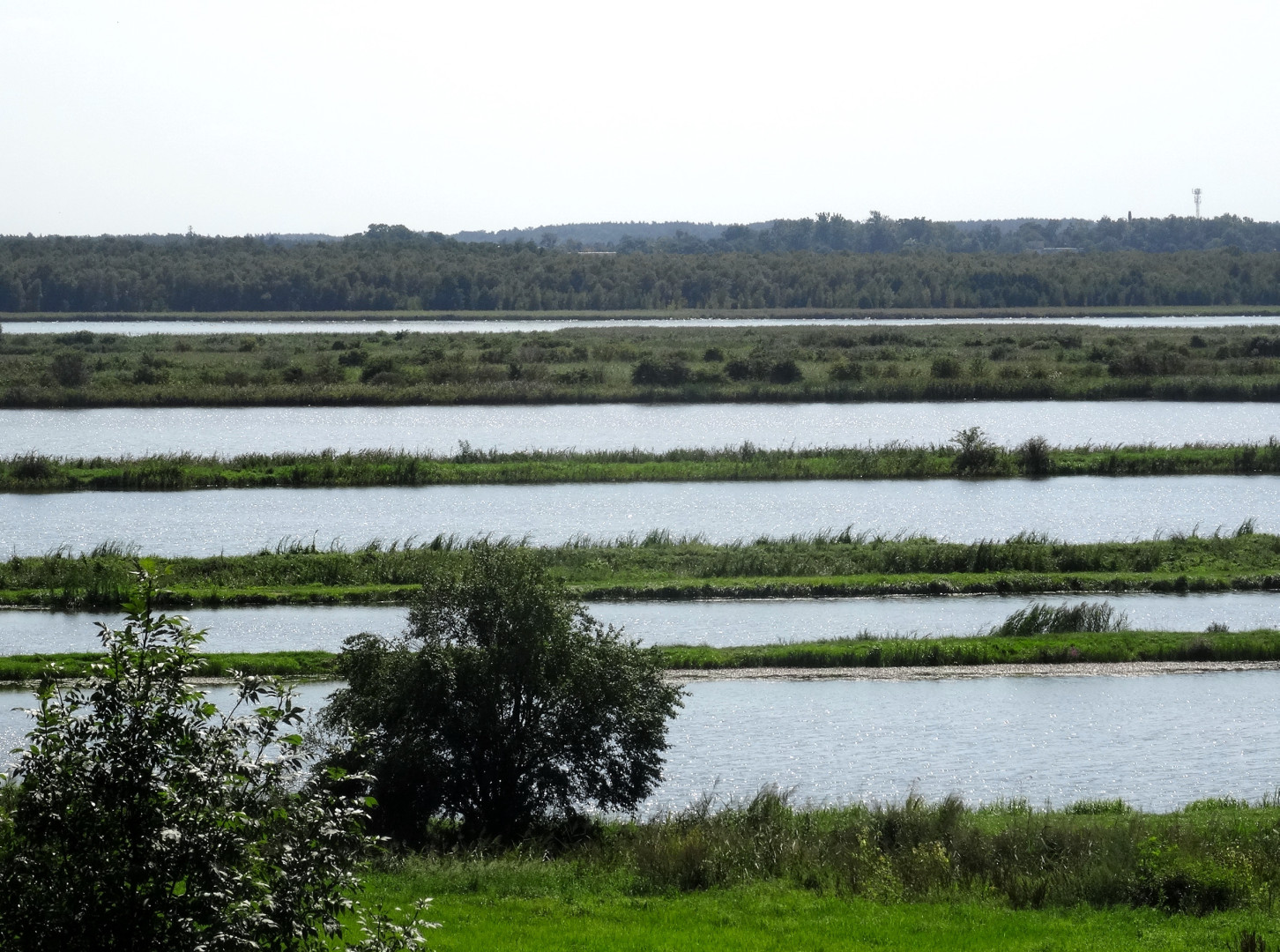
Widok ze Ślesina na stawy w Dolinie Kanału Bydgoskiego

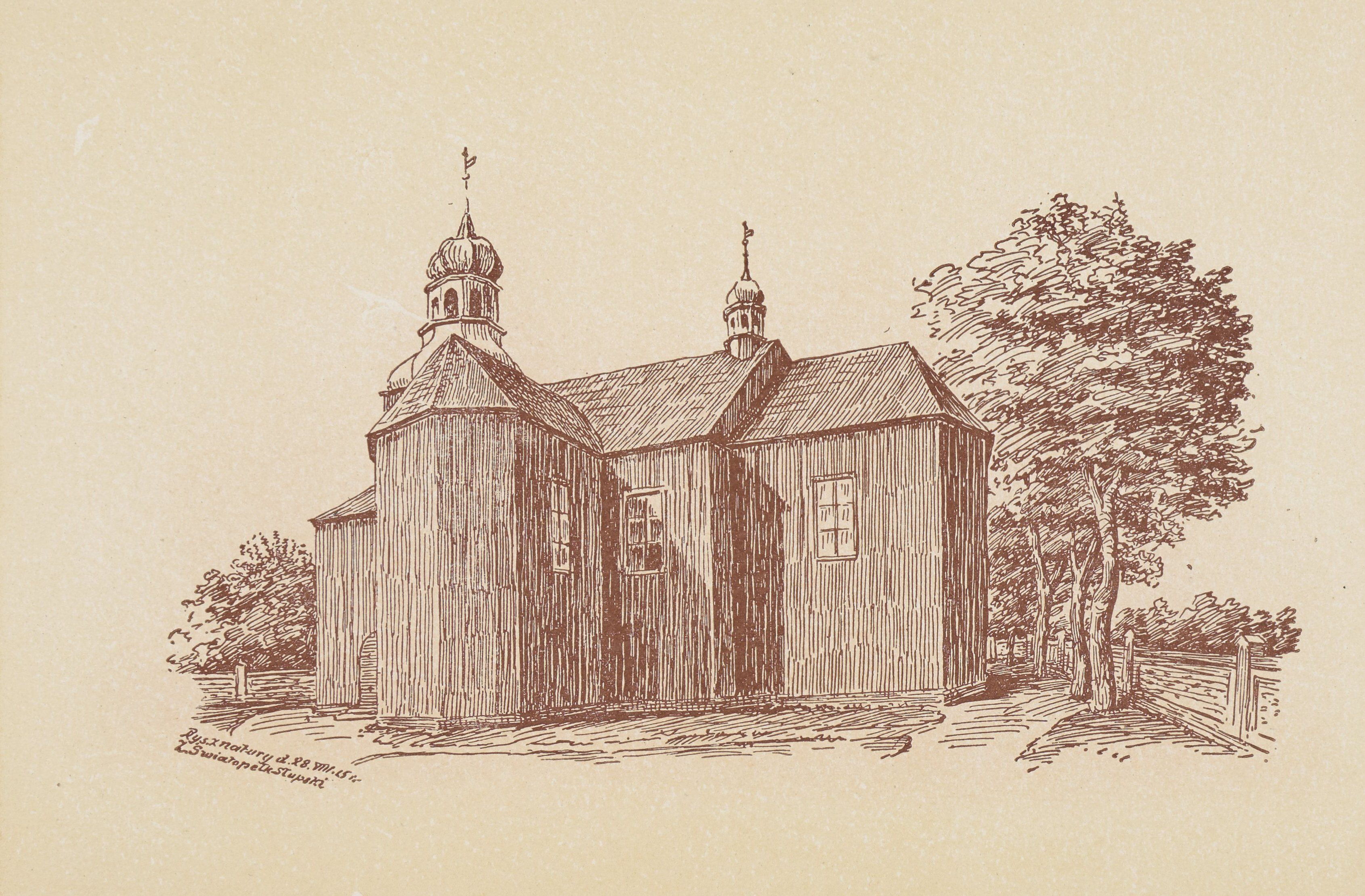
Kościół – 1915 rok

Kościół został rozplanowany na rzucie prostokąta z wydłużonym zamkniętym trójbocznie prezbiterium. Poziomy rzut przyziemia wykazuje jego jednonawową budowę z podwójnie dzielonym wejściem centralnym oraz osobnym, mieszczącym się niejako w przybudówce, wejściem dla obsługujących liturgię.

### Historia parafii
Dokumentu erekcyjnego parafia nie posiada. Pierwszy kościół założyli i uposażyli prawdopodobnie w XIV wieku Nałęcze. Parafia pod wezwaniem św. Mikołaja założona przy lokacji wsi na prawie średzkim należała do mniejszych. W roku 1486 proboszczem był tu Mikołaj z Kościana. W tym okresie istniał w Ślesinie prawdopodobnie drugi, nowszy kościół pod wezwaniem Wszystkich Świętych, ufundowany przez dziedzica wsi Wojciecha Jackowskiego. Obecność drugiej świątyni potwierdza konflikt między wyżej wymienionym dziedzicem Wojciechem Jackowskim a plebanem. Proboszcz Mikołaj odmawiał odprawiania nabożeństw w nowym kościele. Dziedzic Jackowski zgłosił ów fakt władzom duchownym i domagał się obecności księdza w świątyni Wszystkich Świętych. Spór o sprawowanie posługi kapłańskiej rozsądził na korzyść proboszcza biskup Oleśnicki. Z czasem stary kościół podupadł i został rozebrany. Jego wezwanie – św. Mikołaja – jako pierwotne przeniesiono na kościół nowy. 
W roku 1754 wojewodzic czernihowski, książę Aleksander Hilary Potulicki wystawił nową świątynię, która nawiązywała do tradycji drugiego kościoła ślesińskiego i nosiła nazwę Wszystkich Świętych. Kościół w niedługim czasie z nieznanych przyczyn spalił się. W miejsce starego Potuliccy wznieśli w roku 1779 nowy, któremu nadano pierwotne wezwanie św. Mikołaja. Reliktem poprzedniej świątyni pozostała do dziś chorągiewka na sygnaturze wieży z literami A.P. (Aleksander Potulicki) i datą 1754.
Sporządzony w 1859 roku rejestr dóbr ślesińskich dowodzi, że właścicielem Ślesina, Gorzenia oraz Minikowa był od roku 1825 hrabia Kazimierz Łukasz Guido Ignacy Potulicki. W skład dóbr pozostających własnością hrabiego wchodziły obok folwarku z kuźnią i karczmą, młynów, łąk, pastwisk, ogrodów, dróg, jezior i nieużytków, również kościół, cmentarz, plebania z przyległą do niej ziemią i budynkami gospodarczymi oraz szpital. 

### Zabytki parafii
- Konsola z rzeźbą Matki Boskiej, umieszczona na zewnętrznej ścianie kościoła. Osłonięta jest daszkiem wspartym na czterech kolumnach z półkolistą arkadą, zdobioną ornamentem skokowym, skierowana w stronę wschodu słońca.
- Krzyż z ukrzyżowanym Jezusem, widniejący przed ołtarzem, na samej górze kościoła.
- Spośród wielu znajdujących się w kościele obrazów najcenniejsze wydaje się namalowane w II połowie XVII wieku płótno przedstawiające św. Antoniego Padewskiego, na którym znalazły się herby: własny – Damiana Garczyńskiego, chorążego poznańskiego, oraz Wieniawa – złożony prawdopodobnie przez jego drugą żonę, Ludwikę z Leszczyńskich. Obraz z powodu zniszczenia został w 1968 roku oddany renowacji.
- Zarówno w prezbiterium, jak i w nawie znajdują się bogato zdobione stalle datowane na początek XVII wieku. Zdobienia zachowały się, co prawda fragmentarycznie, a spod przemalówek prześwitują zarysy św. Franciszka, Norberta i Wojciecha.
- Duże znaczenie liturgiczne i jednocześnie zdobnicze spełnia pochodząca z 1889 roku Droga Krzyżowa. Powstała ona za czasów sprawowania posługi duszpasterskiej przez księdza Michała Zgierskiego.
- Chór muzyczny został wkomponowany w zachodnią część nad kruchtą i częścią nawy głównej. Wsparto go na czterech sfazowanych słupach z profilowanymi zastrzałami i trójbocznie wypchniętym parapetem.
- Historyczną wartość posiadają pochodzące z 1887 roku organy autorstwa S. Gryszkiewicza, organmistrza z Poznania.
- W polu środkowym prawego ołtarza widoczny jest obraz św. Mikołaja, w zwieńczeniu – owalne malowidło przedstawiające nierozpoznanego świętego diakona. Oba malowidła pochodzą z końca XIX wieku, przy czym obraz św. Mikołaja na polecenie księdza Dzierwy zastąpiono kopią, którą wykonał Józef Flik z Torunia.
- Środkowy obraz otaczają rzeźby św. Ignacego Loyoli i Mikołaja, w zwieńczeniu umieszczono rzeźbę św. Jana Ewangelisty.
- Dwa rokokowe ołtarze boczne pochodzą z 2. połowy XIX wieku.
- Ołtarz lewy zawiera w części centralnej współczesny obraz św. Jana Nepomucena (zamiennie z nim obraz Matki Boskiej Nieustającej Pomocy), w kondygnacji górnej – owalne malowidło Najświętszej Maryi Panny z metalową koroną.
- Obraz św. Jana otaczają rzeźby św. Marty i Anny.
- Tuż przy lewym ołtarzu znajduje się rokokowa, pochodząca z 2. połowy XVIII wieku ambona z baldachimem, na którym umieszczono rzeźbę anioła.
- W pobliżu prezbiterium umiejscowiono chrzcielnicę w kształcie anioła dźwigającego czarę wykonaną w II połowie XVIII wieku.
- BPochodzący z XVIII wieku konfesjonał z rzeźbą św. Marii Magdaleny.
- Trójdzielny ołtarz główny pochodzi z 3. ćwierćwiecza XVII wieku. Posiada bardzo bogatą dekorację chrząstkową. W jego środku znajduje się późnobarokowy, pochodzący z połowy XVIII wieku obraz Najświętszej Maryi Panny ze świętym Joachimem.
- Zamiennie z tym obrazem w centrum ołtarza wystawiane są dwa inne malowidła – Matki Boskiej Częstochowskiej z 1972 roku (ufundowane przez ks. E. Matza) oraz namalowane przez T. Drapniewskiego z Poznania, a ufundowane przez ks. E. Koźlinkę płótno Królowej Różańca.
- Tuż przed obrazem umieszczono pochodzące z 2. połowy XVIII wieku rokokowe tabernakulum z płaskorzeźbą kielicha na drzwiczkach i krzyżem w zwieńczeniu.
- Obok obrazu po jego prawej i lewej stronie znajdują się rzeźby św. Piotra i Pawła wykonane w wieku XIX.
- W głównej kondygnacji ołtarza osadzono anioły oraz w miejscu centralnym Oko Opatrzności z XVII wieku.
- Stojący na podium, wykonany z belek i desek sosnowych ołtarz soborowy zawiera płaskorzeźbę krzyżowania Jezusa.